# نهائي دوري أبطال أوروبا 2013
نهائي دوري أبطال أوروبا 2013 كانت المباراة النهائية من دوري أبطال أوروبا 13–2012، الموسم الثامن والخمسون من مسابقة أوروبا الممتازة لأندية كرة القدم التي تنظمها يويفا، والموسم الثاني والعشرون منذ إعادة تسميته من كأس الأندية الأوروبية البطلة إلى دوري أبطال أوروبا.
نتيجة لهذا الانتصار، تأهل بايرن ميونيخ للعب ضد تشيلسي، الفائز بدوري أوروبا 13–2012، في كأس السوبر الأوروبي 2013، وحصل على حق الدخول من نصف نهائي كأس العالم للأندية لكرة القدم 2013 باعتباره ممثل اليويفا.
بعد أسبوع واحد، فاز بايرن ببطولة نهائي كأس ألمانيا 2013، وبعد أن فاز بالفعل بـالدوري الألماني 2012–13، أكمل ثلاثية قارية. نتيجة لفوزهم بدوري أبطال أوروبا، تأهل بايرن للعب ضد تشيلسي، الفائز بـ 2012–13 الدوري الأوروبي، في كأس السوبر الأوروبي 2013، وحصل أيضا على حق الدخول إلى الدور نصف النهائي من كأس العالم للأندية 2013 FIFA بصفته ممثل الاتحاد الأوروبي لكرة القدم. سيواصلون في النهاية الفوز بكلتا المسابقتين.
تم الإبلاغ عن نسبة مشاهدة بلغت 21.6 مليونًا على قناة زي دي اف الألمانية وأكثر من 360 مليون على مستوى العالم، مما يجعلها البث الرياضي الأكثر مشاهدة لعام 2013. 

## ملعب النهائي
تم الإعلان عن ملعب ويمبلي، الملعب الوطني في إنجلترا ومقر فريق منتخب إنجلترا لكرة القدم، كمكان لنهائي 2013 في 16 يونيو 2011. بعد أن استضاف نهائي 2011، صنع ويمبلي التاريخ لكونه أول ملعب في تاريخ البطولة يستضيف النهائي مرتين خلال ثلاث سنوات. مناقشة الوقت القصير بين النهائيين، الاتحاد الأوروبي لكرة القدم رئيس ميشيل بلاتيني وأوضح أن المباراة النهائية ستكون احتفال بمرور 150 عام على تأسيس الاتحاد الإنجليزي لكرة القدم. كانت المناسبة السابعة التي يستضيف فيها ويمبلي المباراة النهائية بعد استضافته 1963، 1968، 1971، 1978، 1992 و2011 نهائي الدوري الأوروبي الممتاز. مسابقة الأندية.
استضاف ملعب ويمبلي الأصلي (المبني عام 1923) خمس نهائيات لكأس أوروبا. فاز الفريق الإنجليزي بنهائي 1968 و1978: فاز مانشستر يونايتد على بنفيكا 4–1 في عام 1968 وليفربول هزم كلوب بروج 1–0 في عام 1978. وخسر بنفيكا أيضًا في نهائي 1963، للضرب 2-1 على يد إيه سي ميلان، بينما فاز أياكس أمستردام بأول كأس من ثلاث كؤوس أوروبية متتالية على ملعب ويمبلي في 1971، بفوزه على باناثينايكوس 2–0. في نهائي 1992، هزم النادي الإسباني برشلونة الفريق الإيطالي سامبدوريا 1–0 في المباراة النهائية التي أقيمت ككأس أوروبا قبل تقديم الموسم التالي بالشكل الحالي لدوري أبطال أوروبا.

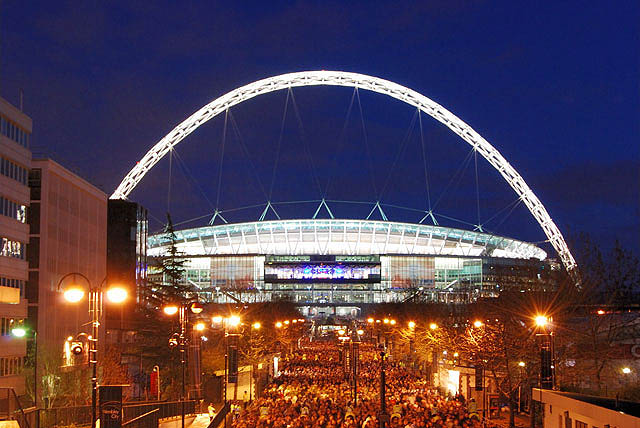
استضاف ملعب ويمبلي نهائي كأس أوروبا سبع مرات، آخرها في 2011 و2013.

تم افتتاح الملعب لأول مرة لـ معرض الإمبراطورية البريطانية في عام 1923، وكان يُعرف في الأصل باسم ملعب الإمبراطورية. في ذلك العام، استضاف الملعب أول نهائي لكأس الاتحاد الإنجليزي، عندما حاول ما يقرب من 200.000 متفرج مشاهدة المباراة بين بولتون واندررز وست هام يونايتد. استضاف ويمبلي جميع مباريات إنجلترا في كأس العالم لكرة القدم 1966، بما في ذلك الفوز بنتيجة 4–2 على ألمانيا الغربية في المبارة النهائية، وفي كأس الأمم الأوروبية 1996. تم إغلاق الملعب الأصلي في عام 2000 وهدم بعد ثلاث سنوات، ليحل محله ملعب يتسع لـ 90 ألف متفرج، والذي افتتح في عام 2007. استضاف الملعب الجديد نهائي دوري أبطال أوروبا 2011، والذي جمع برشلونة ضد مانشستر يونايتد في إعادة المباراة النهائية التي أقيمت قبل عامين. حقق برشلونة لقبه الأوروبي الرابع بعد فوزه بنتيجة 3-1.

## خلفية
كانت هذه هي المرة الأولى في تاريخ دوري أبطال أوروبا (وكأس أوروبا) التي يتم فيها التنافس على النهائي بين فريقين ألمانيين. كانت هناك ثلاث نهائيات سابقة لدوري أبطال أوروبا بين فريقين من نفس البلد: 2000 (إسبانيا)، 2003 (إيطاليا)، نهائي دوري أبطال أوروبا 2008
كان هذا هو نهائي كأس أوروبا/دوري أبطال أوروبا العاشر لبايرن ميونخ، والثالث على الإطلاق خلف ريال مدريد (12) وإيه سي. ميلان (11). لقد فازوا بأربعة من تلك النهائيات: في 1974، 1975، 1976، ومؤخراً في نهائي دوري أبطال أوروبا 2001. كان نهائي 2013 هو النهائي الثالث لبايرن في أربع سنوات. لقد خسروا في كل من 2010 و2012 (كأول فريق منذ عام 1984 يصل إلى النهائي الذي أقيم على ملعبهم)، إضافة إلى خسارة المباريات النهائية السابقة في 1982، 1987، و1999.
بالنسبة لدورتموند، كان هذا هو النهائي الثاني لدوري أبطال أوروبا، حيث فازوا بأول لقب لهم في 1997. في الموسم التالي بصفته حامل اللقب، هزموا بايرن في مواجهاتهم السابقة الوحيدة في المسابقات الأوروبية، وفازوا 1–0 في مجموع المباراتين في ربع نهائي دوري أبطال أوروبا 1997–98، قبل أن يتم إقصائهم 2–0 في مجموع المباراتين في نصف النهائي بقيادة ريال مدريد، وكان يديره في ذلك الوقت يوب هاينكس.
عام 2003، قدم بايرن قرض بقيمة 2 مليون يورو بدون ضمانات إلى دورتموند الذي كان على وشك الإفلاس، وتم سداده منذ ذلك الحين. كان هناك منافسة ساخنة بين بايرن ودورتموند، والمعروفة في ألمانيا باسم دير كلاسيكر، والتي أصبحت سائدة خلال التسعينيات. في موسم 2011–12، فاز دورتموند بـ الدوري الألماني وكأس ألمانيا مع حصول بايرن على المركز الثاني في كلتا المسابقتين؛ انتزع دورتموند لقب الدوري في مباراة على أرضه حيث تم إلقاء الموز على حارس مرمى بايرن مانويل نوير. في موسم 2012–13، تفوق بايرن على دورتموند في كلا الكأسين، بالإضافة إلى كأس السوبر الألماني.
قبل مباراة دورتموند في نصف نهائي دوري أبطال أوروبا، تم الإعلان عن أن أحد نجومهم المحليين، ماريو جوتزه، سينتقل بقيمة 37 مليون يورو إلى بايرن ميونخ لموسم 2013–14 القادم، وهي خطوة شعر البعض أنها ستضع مسافة أكبر بين بايرن الثري وبقية الدوري الألماني. المباراة النهائية في الدوري الألماني 2012–13 بين كان التعادل بين الناديين 1–1 حيث تم طرد لاعب بايرن رافينيا بسبب اعتدائه بالمرفق على لاعب دورتموند ياكوب بلاشكوفسكي، مما أثار مشاجرة على خط التماس بين مدرب دورتموند يورغن كلوب والمدير الرياضي لبايرن ماتياس زامر. استخدمت الصحافة مصطلحات مثل "تحول السلطة" و"تغيير الحرس" بعد أن أقصى دورتموند وبايرن العملاقين الإسبانيين ريال مدريد وبرشلونة، على التوالي، في نصف نهائي دوري أبطال أوروبا.

## الطريق للنهائي
ملحوظة: في جميع النتائج أدناه، يتم إعطاء نتيجة المتأهل للنهائي أولاً (H: لصاحب الأرض؛ A: خارج الأرض).
| فريق             | نقاط | فرق | عليه | له | خ | ت | ف | لعب |
| ---------------- | ---- | --- | ---- | -- | - | - | - | --- |
| بوروسيا دورتموند | 14   | 6+  | 5    | 11 | 0 | 2 | 4 | 6   |
| ريال مدريد       | 11   | 6+  | 9    | 15 | 1 | 2 | 3 | 6   |
| أياكس أمستردام   | 4    | 8−  | 16   | 8  | 4 | 1 | 1 | 6   |
| مانشستر سيتي     | 3    | 4−  | 11   | 7  | 3 | 3 | 0 | 6   |

| فريق         | لعب | ف | ت | خ | له | عليه | ف.أ | نقاط |
| ------------ | --- | - | - | - | -- | ---- | --- | ---- |
| بايرن ميونخ  | 6   | 4 | 1 | 1 | 15 | 7    | +8  | 13   |
| فالنسيا      | 6   | 4 | 1 | 1 | 12 | 5    | +7  | 13   |
| باتي بوريسوف | 6   | 2 | 0 | 4 | 9  | 15   | −6  | 6    |
| ليل          | 6   | 1 | 0 | 5 | 4  | 13   | −9  | 3    |

## قبل المباراة

### سفير المباراة
تم تعيين الفائز بدوري أبطال أوروبا مرتين ولاعب منتخب إنجلترا السابق ستيف ماكمانامان سفير رسمي للنهائي.

### الحكام
في مايو 2013 تم اختيار الإيطالي الحكم نيكولا ريزولي للإشراف على المباراة النهائية. انضم إليه مواطناه ريناتو فافيراني وأندريا ستيفاني في كحكام مساعدين، جيانلوكا روكي وباولو تاجليافنتو في دور حكام مساعدون إضافيون، جيانلوكا كاريولاتو في دور حكم مساعد احتياطي، والسلوفيني دامير سكومينا في دور الحكم الرابع.

### حفل الافتتاح

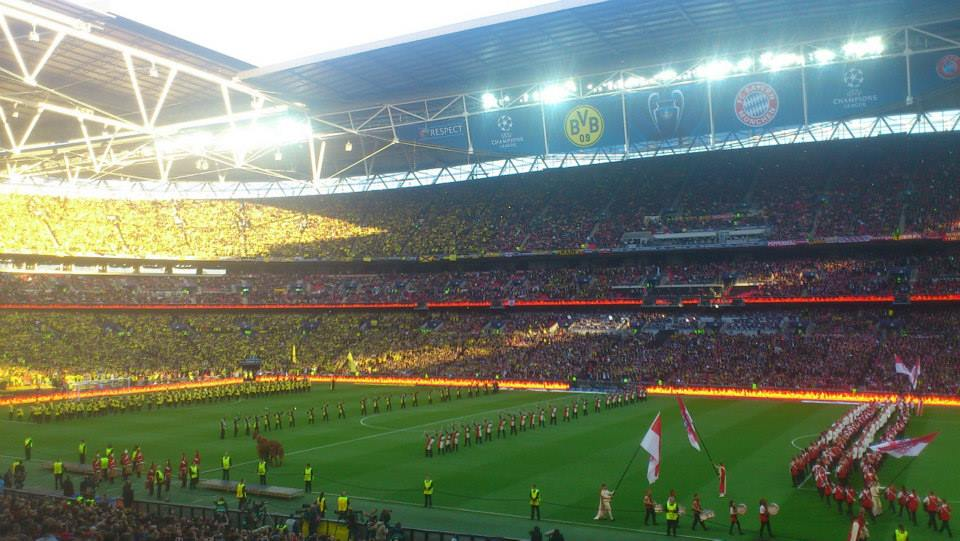
من حفل افتتاح نهائي دوري أبطال أوروبا 2013.

تم توجيه حفل الافتتاح من قبل المساعد التنفيذي لكيفن سبيسي وسفير The Prince's Trust هاميش جينكينسون وشريكه التجاري جوني جرانت، الذي سبق له أن أدار حفل افتتاح عام 2011، أيضا في ويمبلي. الحفل الذي يحمل عنوان "معركة الملوك" أيضًا من إنتاج شركة Films United. تم الإخراج والإنتاج بواسطة غريغوريج ريتشترز وشريكه المنتج أليكس الصوابني. كلاهما كانا صانعي أفلام مقيمين سابقين لـكيفن سبيسي وجينكينسون في مسرح أولد فيك في لندن. ركز الفيلم على قصة الناشط وجامع التبرعات ستيفن ساتون، الذي كان جزء من مجموعة فناني الأداء.

### كرة المباراة
كانت كرة المباراة النهائية هي Adidas Finale Wembley، والتي تميزت بنفس تكوين لوحة "Starball" مثل النهائيات الثلاثة الأخيرة. كانت الكرة بيضاء في الغالب، وكل نجمة باللون الأزرق مع نقش أصفر وحدود أرجوانية. وظهر ستة من النجوم الـ12 بتصميمات تذكرنا بالمرات الست السابقة التي أقيمت فيها المباراة النهائية لكأس أوروبا على ملعب ويمبلي. تم كشف النقاب عن الكرة في 30 يناير 2013، وتم استخدامها في جميع مباريات مرحلة خروج المغلوب في مسابقة 2012–13.

### التذاكر

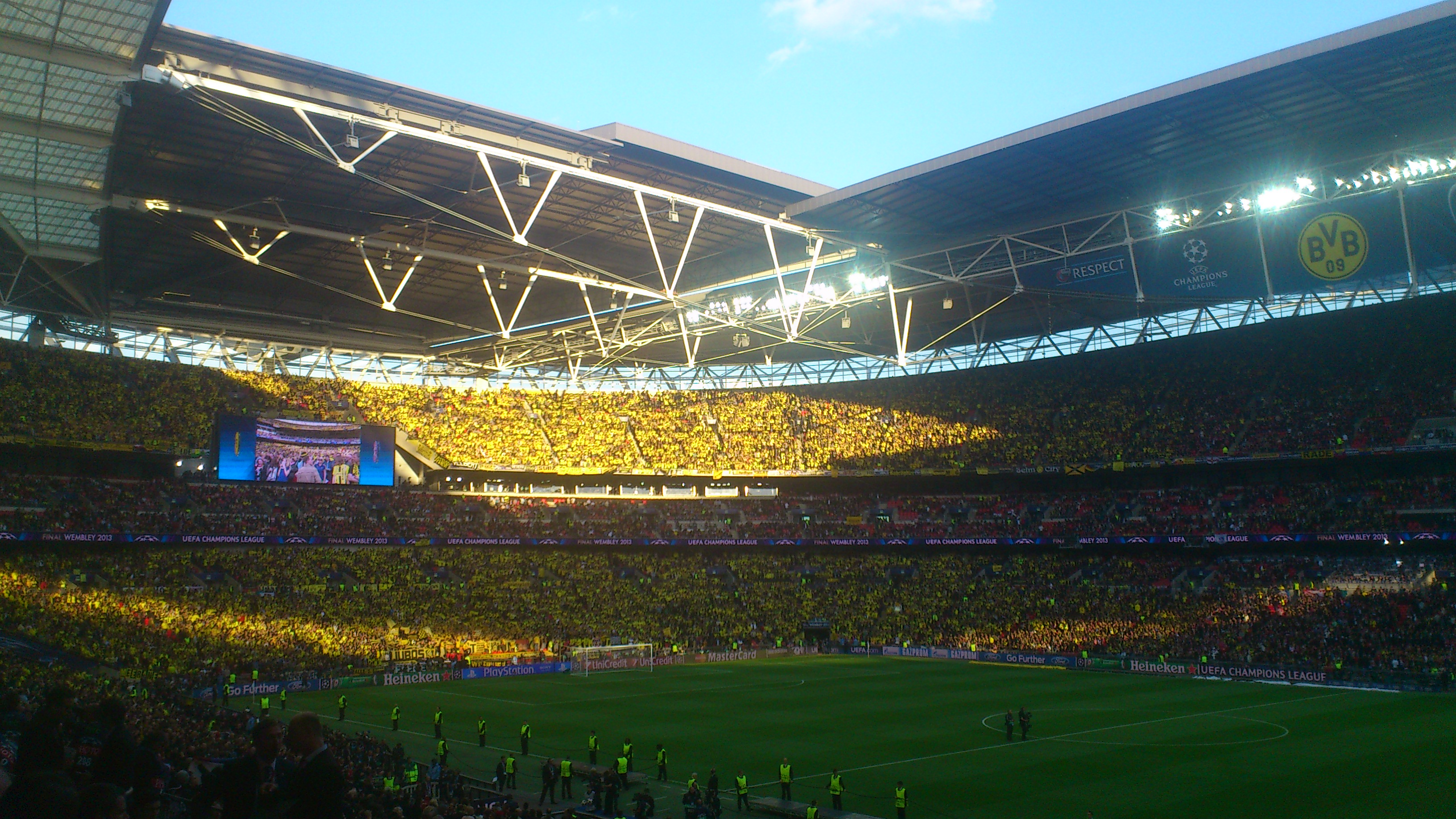
Borussia Dortmund fans in Wembley before kick-off

استمرت مرحلة بيع التذاكر الدولية لعامة الناس في الفترة من 11 فبراير إلى 15 مارس 2013. كانت التذاكر متاحة في أربع فئات أسعار: 330 £ جنيه إسترليني، و230 £، و140 £، و60 £. ونظرًا لارتفاع الطلب على التذاكر، تم تحديد التخصيص عن طريق القرعة.
تم تخصيص 25000 تذكرة لكل من الناديين المتأهلين للتصفيات النهائية. تلقى بوروسيا دورتموند 502.567 طلب للحصول على التذاكر، بينما كان هناك ما يقرب من 250.000 طلب للتذاكر من أعضاء نادي بايرن ميونخ. استخدم كلا الناديين التعادل كوسيلة لمنح التذاكر.

### احداث ذات صلة
كما هي العادة السنوية، تم تقديم جوائز دوري أبطال أوروبا ودوري أبطال أوروبا للسيدات إلى المدينة المضيفة في حفل خاص في Banqueting House، Whitehall، في 19 أبريل 2013. وقد استلم وزير الرياضة والأولمبياد [الإنجليزية] هيو روبرتسون من رئيس الاتحاد الأوروبي لكرة القدم ميشيل بلاتيني. ومفوض عمدة لندن للرياضة كيت هوي. كان يمثل الفائزين في مسابقة الموسم السابق جون تيري، فرانك لامبارد، بيتر تشيك، فرناندو توريس وبرانيسلاف إيفانوفيتش لنادي تشيلسي, ولوتا شيلين من فريق ليون للسيدات. كان من بين الحضور أيضا السفراء النهائيون غرام لو سو وفي وايت، الذين رافقوا الجوائز من ستامفورد بريدج إلى دار الاحتفالات عبر نظام النقل العام في لندن، وديفيد بيرنشتاين، رئيس الاتحاد الإنجليزي لكرة القدم.
أقيم مهرجان أبطال أوروبا في الحي الدولي بمدينة ستراتفورد، بجوار حديقة الملكة إليزابيث الأولمبية ‏، في الفترة من 23 إلى 26 مايو 2013.
أقيم نهائي دوري أبطال أوروبا للسيدات 2013 ‏ على ملعب ستامفورد بريدج في 23 مايو 2013 بين فولفسبورج وليون. فاز فولفسبورج بالمباراة وسجلت مارتينا مولر الهدف الوحيد. أدى هذا إلى ضمان فوز نفس الدولة ولأول مرة على الإطلاق بلقبي الأندية الأوروبية للرجال والسيدات في نفس العام.

## المباراة

### الناديان قبل المباراة
غاب ماريو غوتزه لاعب بوروسيا دورتموند، والذي انضم لاحقاً إلى بايرن ميونيخ في الصيف، عن المباراة بسبب إصابة في أوتار الركبة أبعدته عن الملاعب منذ مباراة إياب نصف النهائي ضد ريال مدريد. ومع ذلك، لعب الظهير الأيمن لوكاس بيتشيك، على الرغم من أنه كان من المقرر أن يخضع لعملية جراحية في الورك، بينما تعافى قلب الدفاع ماتس هاملز من التواء في الكاحل في الوقت المناسب للعب. كان بايرن ميونيخ بدون المدافع هولغر بادشتوبر، الذي كان من المتوقع أن يغيب لمدة 10 أشهر بسبب إصابة في الركبة، وتوني كروس، الذي لم يتعاف بعد من الإصابة التي تعرض لها في ربع النهائي.

### ملخص المباراة
كان دورتموند هو الفريق المسيطر في أول نصف ساعة من المباراة، وضغط بقوة على بايرن. تصدى مانويل نوير لخمس فرص مهمة في أول 35 دقيقة، بما في ذلك تسديدتين من روبرت ليفاندوفسكي وواحدة من ماركو رويس. على الرغم من هذه الهيمنة، فشل دورتموند في شن العديد من الهجمات الخطيرة، حيث جاء التصدي الصعب الوحيد لنوير عندما سدد ياكوب بواشتشيكوفسكي كرة عرضية باتجاه القائم القريب لنوير، والتي أبعدها حارس بايرن لركلة ركنية. أجبرت رأسية ماريو ماندوكيتش على التصدي من رومان فايدنفيلر ووضع خافي مارتينيز رأسية من الزاوية التالية فوق العارضة مباشرة. الشوط الأول كان مفتوحا. وبينما سيطر دورتموند على المراحل الأولى، كان بايرن لا يزال قادرًا على خلق العديد من الفرص من خلال آريين روبن، الذي أجبر فايدنفيلر على التصدي لثلاث محاولات في الشوط الأول. تمكن دورتموند من صناعة العديد من الفرص التي أتيحت له بسبب اللعب السيئ غير المعهود من فيليب لام، الذي أعاد الكرة إلى دورتموند في نصف ملعبه في مناسبتين.
أخذ بايرن ميونخ زمام المبادرة لاحقًا وسجل الهدف الأول في الدقيقة 60، عندما تعاون روبن وفرانك ريبيري في إعداد ماندوكيتش ليسجل بقدمه اليسرى، حيث مرت الكرة في مرمى مارسيل شميلزر على خط المرمى من ثلاث ياردات. بعد فترة وجيزة، رفع دانتي بونفيم قدمه في منطقة الجزاء وأمسك ريوس في بطنه؛ وسجل إيلكاي غوندوغان ركلة الجزاء الناتجة، حيث سدد كرة منخفضة في الزاوية اليسرى وأرسل نوير في الاتجاه الخاطئ. أتيحت الفرصة لبايرن لاستعادة التقدم بعد عدة لحظات، عندما راوغ توماس مولر فايدنفيلر وحاول العثور على روبن، مع تدحرج الكرة نحو المرمى المفتوح، لكن نيفين سوبوتيتش قام بإبعاد الكرة في الخط الأخير من على خط المرمى، مما منع الكرة من التسديد. الاستفادة من روبن. في وقت متأخر من المباراة، بدا أن بايرن هو الأكثر احتمالية للتسجيل، حيث أجبر دافيد ألابا فايدنفيلر على التصدي لتسديدة من مسافة بعيدة. بعد لحظات، اصطدمت كرة بينية من روبن بدفاع دورتموند، مما أدى إلى قيام بايرن بتواجد مولر وماندوكيتش في مباراة ثنائية مع فايدنفيلر. جاء سوبوتيتش مرة أخرى لإنقاذ دورتموند، حيث كان قادرًا على اللحاق بالكرة والضغط على مولر للعب تمريرة سيئة، مما ترك ماندوكيتش بزاوية ضيقة، وسدد الكرواتي في الشباك الجانبية. قبل دقيقة واحدة من نهاية الوقت الأصلي، لعب ريبيري في روبن بتمريرة بالكعب الخلفي؛ انطلق المهاجم الهولندي في مرمى الدفاع وأطلق تسديدة ضعيفة ومنخفضة في مرمى فايدنفيلر المندفع بقدمه اليسرى من مسافة ثماني ياردات ليسجل هدف الفوز.

### تفاصيل
| بوروسيا دورتموند      | 1–2   | بايرن ميونخ                       |
| --------------------- | ----- | --------------------------------- |
| - غوندوغان 68' (ض.ج.) | تقرير | - ماندجوكيتش 60' - آريين روبن 89' |

| بوروسيا دورتموند | بايرن ميونيخ |

| GK         | 1  | رومان فايدنفيلر     |     |       |
| RB         | 26 | لوكاس بيتشيك        |     |       |
| CB         | 4  | نيفين سوبوتيتش      |     |       |
| CB         | 15 | ماتس هوملز          |     |       |
| LB         | 29 | مارسيل شميلزر       |     |       |
| CM         | 6  | سفين بيندر          |     | 90+2' |
| CM         | 8  | إيلكاي غوندوغان     |     |       |
| RW         | 16 | ياكوب بواشتشيكوفسكي |     | 90'   |
| AM         | 11 | ماركو رويس          |     |       |
| LW         | 19 | كيفن غروسكرويتس     | 73' |       |
| CF         | 9  | روبرت ليفاندوفسكي   |     |       |
| الاحتياط:  |    |                     |     |       |
| GK         | 20 | ميتشل لانغيراك      |     |       |
| DF         | 27 | فيليبي سانتانا      |     |       |
| MF         | 5  | سباستيان كيل        |     |       |
| MF         | 7  | موريتز لايتنر       |     |       |
| MF         | 18 | نوري شاهين          |     | 90+2' |
| MF         | 21 | أوليفر كيرش         |     |       |
| FW         | 23 | يوليان شيبر         |     | 90'   |
| المدرب:    |    |                     |     |       |
| يورغن كلوب |    |                     |     |       |

| GK         | 1  | مانويل نوير         |     |       |
| RB         | 21 | فيليب لام           |     |       |
| CB         | 17 | جيروم بواتينغ       |     |       |
| CB         | 4  | دانتي بونفيم        | 29' |       |
| LB         | 27 | دافيد ألابا         |     |       |
| CM         | 8  | خافي مارتينيز       |     |       |
| CM         | 31 | باستيان شفاينشتايغر |     |       |
| RW         | 10 | آريين روبن          |     |       |
| AM         | 25 | توماس مولر          |     |       |
| LW         | 7  | فرانك ريبيري        | 73' | 90+1' |
| CF         | 9  | ماريو ماندجوكيتش    |     | 90+4' |
| الاحتياط:  |    |                     |     |       |
| GK         | 22 | توم شتاركه          |     |       |
| DF         | 5  | دانييل فان بويتن    |     |       |
| MF         | 11 | جردان شكيري         |     |       |
| MF         | 30 | لويس غوستافو        |     | 90+1' |
| MF         | 44 | أناتولي تيموشوك     |     |       |
| FW         | 14 | كلاوديو بيتزارو     |     |       |
| FW         | 33 | ماريو غوميز         |     | 90+4' |
| المدرب:    |    |                     |     |       |
| يوب هاينكس |    |                     |     |       |

| - رجل المباراة (من الويفا): آريين روبن (بايرن ميونخ) - رجل المباراة (من المتابعين): مانويل نوير (بايرن ميونخ) - الحكم المساعد: ريناتو فافيراني، أندريا ستيفاني (ايطاليا) - الحكم الرابع: دامير سكومينا (سلوفينيا) - الحكم المساعد الاضافي: جيانلوكا روتشي (ايطاليا)، باولو تاجليافينتو (ايطاليا) - الحكم المساعد الاحتياطي: جيانلوكا كاريولاتو (ايطاليا) | قواعد المباراة - 90 دقيقة - 30 دقيقة وقت إضافي إذا لزم الأمر - ركلات الترجيح إذا ظلت النتائج متساوية - سبعة بدائل مسماة. - الحد الأقصى لثلاثة تبديلات |

### الإحصائيات
|                    | بوروسيا دورتموند | بايرن ميونيخ |
| ------------------ | ---------------- | ------------ |
| الأهداف المسجلة    | 0                | 0            |
| مجموع التسديدات    | 7                | 5            |
| تسديدات على المرمى | 5                | 3            |
| قطع الكرة          | 3                | 5            |
| امتلاك الكرة       | 40%              | 60%          |
| ضربات ركنية        | 5                | 3            |
| أخطاء ارتكبت       | 5                | 2            |
| حالات تسلل         | 0                | 2            |
| بطاقات صفراء       | 0                | 1            |
| بطاقات حمراء       | 0                | 0            |

|                    | بوروسيا دورتموند | بايرن ميونيخ |
| ------------------ | ---------------- | ------------ |
| الأهداف المسجلة    | 1                | 2            |
| مجموع التسديدات    | 5                | 9            |
| تسديدات على المرمى | 3                | 6            |
| قطع الكرة          | 4                | 1            |
| امتلاك الكرة       | 44%              | 56%          |
| ضربات ركنية        | 1                | 5            |
| أخطاء ارتكبت       | 6                | 5            |
| حالات تسلل         | 1                | 2            |
| بطاقات صفراء       | 1                | 1            |
| بطاقات حمراء       | 0                | 0            |

|                    | بوروسيا دورتموند | بايرن ميونيخ |
| ------------------ | ---------------- | ------------ |
| الأهداف المسجلة    | 1                | 2            |
| مجموع التسديدات    | 12               | 14           |
| تسديدات على المرمى | 8                | 9            |
| قطع الكرة          | 7                | 6            |
| امتلاك الكرة       | 42%              | 58%          |
| ضربات ركنية        | 6                | 8            |
| أخطاء ارتكبت       | 11               | 7            |
| حالات تسلل         | 1                | 4            |
| بطاقات صفراء       | 1                | 2            |
| بطاقات حمراء       | 0                | 0            |

## وصلات خارجية
- دوري أبطال أوروبا (الموقع الرسمي)
- نهائي 2013: ويمبلي، UEFA.com